# Verschuldungskrise
Von einer Verschuldungskrise wird gesprochen, wenn ein Schuldner den aus seinen Schulden resultierenden Kapitaldienst entweder vorübergehend (Liquiditätskrise, Moratorium) oder dauerhaft (Solvenzkrise) nicht mehr nachkommen kann.

## Allgemeines
Kreditgeber haben ein Interesse daran, ihr Kreditrisiko beim Schuldner zu messen. Dafür steht ihnen eine Vielzahl von Schuldenkennzahlen zur Verfügung. Diese sind wichtige Steuerungs- und Entscheidungsgrößen für die Fremdkapitalbereitstellung bzw. -belassung. Während die Zinslastquote lediglich den Zinsaufwand eines Kreditnehmers berücksichtigt, umfasst der Schuldendienstdeckungsgrad zusätzlich auch die zu leistenden Tilgungen. Zinsaufwand und Tilgungen bilden zusammen den Schulden- oder Kapitaldienst. Zu den Zinsen gehören alle Zinsaufwendungen, die aus zinstragenden Verbindlichkeiten resultieren (Ausnahmen: Zinsen für Pensionsrückstellungen, Bankgebühren). Der Schuldendienstdeckungsgrad gibt an, inwieweit die für Kredite aufzubringenden Zinsen und Tilgungen vom Schuldner aus dessen Einnahmen gezahlt werden können.
Schuldner, die in eine Verschuldungskrise geraten können, sind natürliche Personen, Unternehmen oder Staaten (oder deren Gebietskörperschaften). Allen gemeinsam in der Verschuldungskrise ist, dass sie die Zinszahlungen und die Tilgungsraten – zusammengefasst zum Schuldendienst – ganz oder teilweise nicht mehr aufbringen können. Dies kann zwei Hauptursachen haben. Einerseits können die Schulden bereits so hoch sein, dass der hieraus resultierende Schuldendienst durch strukturell rückläufige Einnahmen nicht mehr gedeckt werden kann, andererseits können sich nachträglich konjunkturbedingte Einnahmerückgänge ergeben. In beiden Fällen wird die Kapitaldienstgrenze überschritten. Schulden wurden meist in der Annahme aufgenommen, dass sie bei gleichbleibender Konjunktur oder gar Wirtschaftswachstum tragbar bleiben. Seit der Finanzkrise ab 2007 wurde der Begriff Verschuldungskrise auf Staaten als Schuldner eingeengt, gilt jedoch weiterhin für alle Schuldnerarten.
Verschärft werden kann die Lage eines Schuldners durch ein exponentiell anwachsendes Zinsproblem, einerseits verursacht durch ansteigende Zinssätze aufgrund sinkender Bonität und andererseits durch Zinseszinseffekte.

## Kennzahlen
Es gibt betriebswirtschaftliche Kennzahlen, aus denen sich ergibt, ob bei einem bestimmten Schuldner eine Verschuldungskrise vorliegt oder nicht. Die Verschuldungskrise selbst ist keine derartige Kennzahl, sondern bezeichnet lediglich den wirtschaftlichen Zustand des Schuldners. Der Verschuldungsgrad, der Zinsdeckungsgrad, der Schuldendienstdeckungsgrad und die Kapitaldienstgrenze sind Schuldenkennzahlen, aus denen eine Verschuldungskrise abgelesen werden kann. Der Schuldendienst kann in einer Verschuldungskrise nur noch durch Vermögensabbau (Verkauf von Aktiva), Erhöhung des Eigenkapitals oder Fremdkapitals bestritten werden. Dies sind jedoch nicht die natürlichen Quellen für den Schuldendienst, sondern allein die nachhaltig erzielbaren Liquiditätsüberschüsse.

## Folgen
Aus den geschilderten Ursachen ergibt sich, dass Schulden nur so hoch dimensioniert werden dürfen, dass der aus ihnen resultierende Schuldendienst auch noch in einer konjunkturellen oder strukturellen Krise erbracht werden kann. Die hieraus abzuleitende Kapitaldienstgrenze ermittelt sich für die verschiedenen Schuldnerarten unterschiedlich. Ein Staat befindet sich in einer Verschuldungskrise, wenn er seine Auslandsverbindlichkeiten nicht mehr vertragsgemäß aus nachhaltig erzielbaren Einnahmen (wie Exporterlöse, Zinserträge) bedienen kann und möglicherweise zu Umschuldungen gezwungen ist. Die Kapitaldienstgrenze ist bei Unternehmen erreicht, wenn der Schuldendienst aus dem operativen Liquiditätsüberschuss gerade noch bestritten werden kann. Bei diesem Grenzfall beginnt die Verschuldungskrise als integraler Bestandteil einer Unternehmenskrise. Privatpersonen geraten in eine Verschuldungskrise, wenn ihre laufenden Einnahmen (aus Lohn/Gehalt, Pensionen) nicht mehr ausreichen, um hiermit Zinsen und Tilgung für aufgenommene Kredite zu bezahlen.
Je nach dem wirtschaftlichen Status der Verschuldungskrise sowie dem Grad der Unterstützung durch Dritte kann sich die Verschuldungskrise zu einer Überschuldung, Insolvenz oder Staatsinsolvenz ausweiten. Eine Verschuldungskrise kann bei Staaten auch zu einer Hyperinflation und Währungsreform oder zur förmlichen Erklärung des Staatsbankrotts führen (Argentinien-Krise). Verschuldungskrisen gibt es häufiger in Entwicklungsländern, meist durch Leistungsbilanzdefizite ausgelöst, können aber auch Industriestaaten betreffen, wie die Japankrise gezeigt hat.

## Begriffsabgrenzung
Der Begriff Verschuldung ist vom Rechtsbegriff des Verschuldens zu unterscheiden; daher ist der – statt Verschuldungskrise – vielfach verwendete Begriff der Verschuldenskrise unrichtig.